# Aeródromo de San Ignacio
El Aeródromo de San Ignacio (Código IATA: SGM - Código OACI: MM26 - Código DGAC: SIY) es un pequeño aeropuerto operado por el ejido de San Ignacio que se ubica al noroeste de la localidad del mismo nombre en Baja California Sur. Cuenta con una pista de aterrizaje de 1,546 metros de largo y 30 metros de ancho, así como una plataforma de aviación de 21,000 metros cuadrados (100m x 210m). Actualmente solo se utiliza con propósitos de aviación general.
Desde el aeródromo se ofrecen vuelos turísticos sobre la Reserva de la biosfera El Vizcaíno, además de vuelos para la observación de la ballena gris sobre la Laguna San Ignacio, siendo también éste aeródromo destino de vuelos chárter y taxis aéreos desde diversos puntos de Baja California y Baja California Sur. También es usado por la sociedad sin fines de lucro "Flying Samaritans" para llevar ayuda médica y dental vía aérea a la región.